# نامق كمال
محمد نامق كمال (ولد في 21 ديسمبر عام 1840 م في تاكير داغ – وتوفى في 2 ديسمبر عام 1888 بجزيرة كريت)
وهو أديب تركي مشهور، وصحفي، ورجل دولة، كما أنه شاعر من رواد القومية التركية وينتمي لحركة العثمانيين الشباب.
وهو من رواد التيار القومي وأيضاً من مثقفي عصر التنظيمات الذي ينتمي لمفاهيم حب الوطن، والحرية، والقومية. وهي مفاهيم كانت جديدة على الحياة الفكرية والأدبية التركية. أنما لمع نجمه بين معاصرية وبرز بين كتاب جيلة نظراً لما يتمتع به من شخصية مثيرة حماسية وأسلوب عقلاني وجذاب.
نامق كمال الذي عُرف بـ: «شاعر الوطن» و«شاعر الحرية»، قدم آثاراً، وأعمالاً متنوعة بين الشعر، والنقد، والبيوجرافيا، والمسرح، والرواية، والتاريخ، والمقالة، ومن أشهر إنتاجه الأدبي رواية «انتباه» وعملة المسرحي «وطن ياخود سلسترا». كان لكتاباته تأثير كبير على مصطفى كمال أتاتورك مؤسس الجمهورية التركية.

## حياته
ولد في 21 ديسمبر عام 1840 م في تاكيرداغ. والده مصطفى عاصم الذي ينتمي إلى يكي شهر، والدته فاطمة الزهراء هانم.
وقد أطلق عليه الشيخ توقاتلي حافظ علي رضا أفندي شيخ الزاوية الموجودة بجوار منزلهم في تكيرداغ اسم«محمد كمال». حيث قضى طفولته في كنف جده لأمه عبد اللطيف باشا. فكان السيد عبد اللطيف باشا نائب الوالي في مقاطعة تكير داغ، وعندما تم تعينه على مقاطعة «أفيون قره حصار» انتقلت معه العائلة إلى «أفيون». وفي عام 1848 م فقد والدته، حيث وافتها المنية في مدينة «أفيون». وعاش محمد كمال في كنف جده.
وبسبب ظروف عمل جده عبد اللطيف باشا الذي كان يخدم في أماكن عدة، لم يتلق كمال تعليمه بشكل منتظم. وعمل على تحصيل العلم من خلال الدروس الخاصة في المنزل. وتعلم اللغة العربية والفارسية. وعقب انتهاء عمل جده كنائب الولى في مدينة «أفيون» عاد بصحبة أسرته إلى إستانبول. وهناك تمكن من استكمال دراسته في مدرسة «بايذيد رشدية» ثلاثة أشهر وفي مدرسة «الوالدة» تسعة أشهر. وبسبب انتقال جده للعمل كمتصرف في قبرص، عاش في قارص عام ونصف العام. وهناك تعلم الأدب الديواني على يد «واعظ زاده سيد محمد حامد أفندي» من شعراء ومدرّسي قارص. كما تلقى دروس في الصيد، الفروسية ولعبة البرجاس.
وعاد إلى إستانبول في 1854 م مع جده لانتهاء وظيفة جده في قارص. وبتعيين كلا من والده مديراً مالياً في (فيليبة) بلغارسيتان وجده قائمقام في صوفيا عام 1855 م، فقد ذهب إلى صوفيا بصحبتهم. إلا أن صديق جده الشاعر «بينباشي أشرف بك» الذي كان يتردد على منزلهم في صوفيا، بعدما قرأ أشعار محمد نامق، أطلق عليه اسم «نامق» بمعنى كاتب. ومنذ ذلك الوقت عرف في جميع أعماله الأدبية وكتاباته باسم«نامق كمال». وقد تزوج من نسيمة هانم بنت مصطفى راغب أفندى قاضي (نيش) وهي من جيرانهم في صوفيا التي مكث بها حتى سن الثامنة عشر. وأنجب من هذه الزيجة بنتين هن: فريدة وعلوية وولد يدعى على أكرم.

## سنوات إستانبول
عاد نامق لإستانبول في 1857 م حيث بدأ حياته الوظيفية «كمتدرب» في غرفة ترجمة الباب العالى. وقد فقد جدته محمودة هانم التي توفيت في عام 1858 م، وجده عبد اللطيف باشا الذي توفى في عام 1859 م. فعاش في منزل درية هانم الذي في قوجه مصطفى باشا زوجة والده الثانية. فوالده قد أنجب من هذه الزيجة الثانية أخ له يدعى «ناشيد» ثم بعدها بدأ نامق كمال العمل في مصلحة الجمرك عام 1859 م.
ونامق كمال الذي كتب أشعاره الأولى في صوفيا، اشتهر بين الشعراء في فترة وجيزة عندما عاد إلى إستانبول. وحتى وقتها لم يكن لديه علاقة قط بالأدب الغربي. ففى إستانبول تعرف على الشعراء الذين يتمسكون بتقاليد الأدب الديوانى، وحاول تعلم الأدبين العربي والفارسي. وربطته علاقة صداقة حميمة مع شاعر يدعى «لاسكوفاتشلي غالب بك» وانضم إلى جماعة الشعراء التي تسمى «انجمن شعرا» والتي أسسها هذا الشاعر تحت رئاسته.
واعتبارا من عام 1863 م تم تعينه مرة أخرى في غرفة الترجمة لمدة أربعة أعوام. حيث أتاحت له هذه الوظيفة التعامل مع الشخصيات التي اطلعت على الحضارة والبلدان الغربية فتحول اهتمامه نحو الأدب الغربي. ولكن تغيرت حياته بتعرفة على «إبراهيم شناسى» صاحب أولى الخطوات على طريق تغريب الأدب التركي، فقد تغيرت وجهة نظره الفنية والحياتية. وبدأ بتعلم الأدب الغرب، واتجه اهتمامه للنثر. وحاول تطوير نفسه في مجال التاريخ والقانون. وتلقى دروساً في اللغة الفرنسية على يد كاتب في غرفة الترجمة. كما كانت له مقالات فكرية وترجمية في مجلة «تصوير أفكار». وذاعت كلمات مثل: «الحق، الأمة، الحرية، مجلس الأمة» التي صادفها لأول مرة لدى شناسى.

## العثمانين الشباب
وعندما ترك له شناسى جريدة «تصوير أفكار» وذهب لفرنسا في عام 1865 م، كانت المرة الأولى التي بصدر فيها نامق كمال جريدة بمفردة. كما كان في هذه الفترة أحد مؤسسى جمعية سرية تسمى «اتفاق حميت» (التي أصبح اسمها فيما بعد العثمانيين الجدد) وكان هدف الجمعية هو تشكيل الدستور وتأسيس النظام البرلمانى. قام نامق كمال بنشر مقالات شديدة اللهجة في جريدته تعبر عن وجهة نظر هذه الجماعة وتتعارض مع الحكومة. وكانت المقالة التي كتبها حول «المسألة الشرقية» سبباً في اغلاق الجريدة في 1867 م وانتقاله لأرضروم كنائب وإلى هناك.
وبدلاً من الذهاب إلى أرضروم لاستلام عمله الذي كلفته به الحكومة هناك، فر نامق كمال إلى باريس. وقد قام الأمير المصري مصطفى فاضل باشا بدعوته إلى باريس هو ورفاقة وعرض عليهم الحماية والدعم المالى. فمصطفى فاضل باشا الذي كان حفيداً لـ: «كفالالى محمد على» وإلى مصر والذي حرم من حقوقة في إدارة مصر بفرمان من السلطان عبد العزيز، نصب نفسه رئيساً لجمعية العثمانيين الجدد وتحمل مسؤولية تمويل أعضائها الذين قام باستدعائهم إلى أوروبا. حيث أصدر أعضاء هذه الجمعية السرية بدعم مصطفى فاضل جريدة تسمى «المخبر» في لوندرة. إلا أن نامق كمال انفصل عن هذه الجريدة على إثر خلاف وقع بينه وبين «على سعاوي». وفي نفس العام عندما وصل السلطان عبد العزيز إلى باريس لحضور معرض باريس الدولي، طلب السلطان من الحكومة الفرنسية أن ترحل مجموعة الشبان المنتمين لحركة «العثمانيين الشباب» من فرنسا. حيث انتقل نامق كمال وبعض رفاقة إلى لوندرة. وهناك أصدروا جريدة «الحرية»، وفي هذه الفترة أصلح مصطفى فاضل علاقتة مع السلطان عبد العزيز الذي جاء إلى باريس وعاد معه إلى إستانبول. إلا أنه قال أثناء سفره على عزمه على الاستمرار في إصدار الجريدة واستمرار دعمه؛ ولكن بعد عودته لإستانبول غير رأيه وأغلق جريدة الحرية بشكل مؤقت. ولهذا قام نامق كمال وضيا باشا بتجربة أن يصدروا جريدة بأمكانيتهما المتواضعة. لكن بعد فترة تخلى نامق كمال عن هذا الأمر لفساد العلاقة مع رفاقه. وفي عام 1870 م تصالح مع الصدر الأعظم على باشا وعاد للوطن.

## سنوات المنفى
وبعد عودة نامق كمال لإستانبول بعد العفو عنه شريطة أن يبتعد عن السياسة ولا يكتب المقالات المعارضة مرة أخرى، كتب مقالات بلا توقيع في مجلة ساخرة باسم «ديوجين»، وبعد وفاة الصدر الأعظم على باشا في عام 1872 م بدأ معارضاً من جديد، حيث أصدر جريدة «عبرت» ولكن تعرضت الجريدة للأغلاق أكثر من مرة. وفي النهاية تم تعينه متصرف في «غاليبولي» حتى يتم ابعاده عن إستانبول بسبب المقالات النقدية والهجوم على «محمود نديم باشا».
وفى "غاليبولي" التي ظل فيها بضعة شهور، أنهى عمله المسرحى المسمى "وطن ياخود سلستره" وعمله المسمى "أوراق مبعثرة". كما أنه أولى اهتماماً أيضاً ببعض مشاكل "غاليبولي" حيث ساهم في حل أزمة المياه. وقام بزيارة مقبرة "فاتح الروميللى الغازى سليمان باشا الموجودة في " بولاير". وأوصى أبو ضيا توفيق بأن يدفنه هناك بعد وفاته.
وقد استمر نامق كمال - بالإضافة إلى رئاستة لجريدة «عبرت»- في إرسال مقالاته بتوقيع «ن.ك» إلى جريدة «حديقة» التي يصدرها أبو الضيا توفيق. وبحجة قيامه بنفى الكلاب حتى يمنع تفشي مرض الكلاب الذي ظهر في «غاليبولي» تم نقله من هذه الوظيفة في «غاليبولي».

## وطن ياخود سلستره
وقد تم تنحية نامق كمال من وظيفته من قبل الحكومة العثمانية في أواخر عام 1872 م فعاد أدراجه من غاليبولي إلى إستانبول. وبسبب مقالة له رفعت عليه دعوى قضائية وعندما أغلقت الجريدة بدأ الأهتمام بالمسرح. وقد تسببت مسرحية وطن يا خود سلسترا التي تم عرضها في ليلة الأول من أبريل عام 1873 م على مسرح «جولو آجوب» الذي يقع في جاديكى باشا في أعمال الشعب ووقوع أحداث. وبسبب المقالات التي نشرت في جريدة «عبرت» بهذا الشأن تم إغلاق الجريدة على ألا يتم فتحها مرة أخرى. وتم الحكم على نامق كمال وأربعة من رفاقه وإرسالهم إلى المنفى. حيث أرسلوا نامق كمال إلى قبرص وأحمد مدحت وأبو ضيا توفيق إلى بيروت ومينا بير زادة وبركات زاده حقى إلى عكا.

## منفى قبرص
ودام منفى نامق كمال في قبرص ثمانية وثلاثين شهراً، حيث ظل نامق كمال يعانى هناك تحت وطأة ظروف معيشية صعبة في قبرص، فقد أصيب بالحمى والعديد من الأمراض. على الرغم من هذا، فقد أتم أثناء إقامته في قبرص كل أعماله باستثناء بعضها.

## منفى ميديللى
وعند عودته من المنفى استقبل في إستانبول استقبال الأبطال. وقد قام السلطان عبد الحميد الثانى - الذي تولى العرش بدلاً من السلطان مراد الخامس الذي تم إسقاطه بعد 93 يوماً من توليه الحكم بسبب أصابته بخلل عقلى- بعقد هيئة لصياغة الدستور العثمانى لأول مرة. وكان نامق كمال عضواً في هذه الهيئة. لكن الشاعر كان قد كتب بيت شعرى يحمل تهديداً للسلطان وعندما قرأه في المجلس تحول نامق كمال للمحاكمة، حيث كان البيت الشعرى الذي قاله يحمل هذا المعنى باللغة العربية: «شئ واحد، فكما حدث مع الثنائى، يحدث مع ثالثهما تماماً» وفيهإ إلى إسقاط السلطان عبد الحميد من العرش كما هو الحال مع سابقيه كلا من السلطان عبد العزيز والسلطان مراد. حيث وجهت لنامق كمال تهمة إخلاله بالنظام العام وتم حبسه ستة أشهر وفي النهاية تم تبرأته. ووضع تحت الإقامة الجبرية في جزيرة «كريت» ثم انتقلت إقامته الجبرية – بناء على طلبه – إلى جزيرة ميديللى. وبعد عامين ونصف العام تولى وظيفة متصرف في نفس المكان. وكان دائماً ما يحمى ويدعم حسين حلمي باشا الذي تعرف عليه في ميديللى بينما كان شاباً حيث ارتقى في عام 1909 م إلى رتبة الصدر الأعظم.
وقد تمكن نامق كمال على مدار أدائه لوظيفته في ميديللى اعتبارا من عام 1879 م وحتى خمس سنوات تمكن خلالها من منع حالات الهرب، وضاعف من إيرادات الخزينة وفتح عشرين مدرسة ابتدائية تركية. وارتقى بالمستوى المعيشى للأتراك. كما أعد تقريراً عن المشاكل التي يواجهها الأتراك الذين يعيشوا في الجزر ورفعه إلى الباب العالى.
وتم إهداؤه وسام «النيشان العثمانى» في عام 1882 م تم كتب هناك أشعار مثل: «واويلاه»، «مربعه»، «مرثية الوطن»، وقد أتم عمله المسمى جلال الدين «خوارزم شاه» الذي كان قد بدأ في كتابته في ماغوصا، وهذا الأثر الأدبي، هو مسرحية تاريخية من خمسة عشر فصلاً كتبت بأهداف تعليمية، حيث تتحدث عن جلال الدين خوارزم شاه أخر حكام الدولة الإسلامية وتناول من خلالها فكرة اتحاد الإسلام وقد كافأه السلطان عبد الحميد عن هذا العمل برتبة «بالا».
وقد أصبح نامق كمال – الذي اشتكى من تضرر المصالح في ميديللى بسبب الحرب على محاولات الهرب- متصرفاً على «رودس» عام 1884 م. وتم منحه جائزة عن أعماله في جزيرة «رودس» وهى ميدالية «امتياز السلطان».
وبدأ في «رودس» كتابة عمله عن التاريخ العثماني، وعلى إثر شكوى الإنجليز واليونانيين أنهى هناك عملة في عام 1887 م وعين متصرفاً على جزيرة (صاقيز) كريت.

## وفاته
عانى نامق كمال كثيرا بسبب الطقس الجاف في جزيرة كريت، حتى وافته المنية في 2 ديسمبر 1888 م عن عمر يناهز 48 عاماً. ودفن في رحاب جامع في الجزيرة. وعندما تقدم صديقه أبو الضيا توفيق إلى السلطان عبد الحميد بطلب دفن نامق كمال في «بولاير» كما أوصاه، استجاب السلطان عبد الحميد وتم نقل جثمان نامق كمال إلى «غاليولى» وبالفعل تم دفنه في مقبرة سليمان باشا ابن أورخان غازى في «بولاير». وبعد بضعة سنوات أقام له عبد الحميد مقبرة. والرسم التخطيطى للمقبرة قام برسمه توفيق فكرت. وفي عام 1912 م نقل إلى مقبرة مغطاة بالمرمر بسبب اأضرار التي لحقت بالأعمدة الناجمة عن زلزال ضرب «مورافنة شاركوى».
وبعد وفاة نامق كمال قام السلطان عبد الحميد الثانى بتعيين «على أكرم» ابن نامق كمال في القصر، وقام بتعيين والده مصطفى عاصم رئيس منجمى القصر.

## السمات الفنية
يعد نامق كمال واحداً من أهم مفكرى ورجال الفن والسياسة في عهد التنظيمات. وقد تبنى مفهوم «الفن من أجل المجتمع». كما استخدم فنه وسيلة من أجل تغريب المجتمع (أي جعله على الطراز الغربي). وكان يهدف من وراء صياغة أعماله الأدبية بلغة بسيطة وسلسلة هو أن «يفهمها الشعب».
وقد استخدم نثراً جديداً يهدف من خلاله إلى تقديم فكراً واضحاً، بدلاً من النثر المزين الذي كان سائداً في الأدب الديوانى. كما استخدم أيضاً في أعمالة الأدبية علامات الترقيم. وفي شبابه نظم الشعر متأثراً بالأدب الديوانى. أما بعد ذهابه إلى أوروبا فنجده قد تأثر بالأدب الجديد وقدم إنتاجه الأدبي في هذا الاتجاه. حيث احتذى نامق كمال بالأدب الفرنسى وتأثر بالرومانسية الغالبة عليه في ذلك الحين. فجاءت أشعاره قديمة من حيث الشكل، وجديدة من حيث المضمون. وقد تناول موضوعات مثل: الوطن، الدولة، والحرية، فضلاً عن أنه خلق في أشعاره أنساناً من النوع المكافح والمجادل. ووصف المسرح بأنه «أكثر الأشياء الممتعة فائدة» حيث يرى أنه مدرسة في تعليم وتربية الشعب، وقدم نماذج ناجحة للمسرح من حيث اللغة والتكنيك.

## أعماله
«انتبا،» جزمى"، "جلال الدين خوارزم شاه"، "وطن ياخود سلستره"، "الطفل المسكين"،"كل نهال«، القدر الأسود»، عاكف بك"، "تخريب خرابات"، "أوراق مبعثرة"، "دورى أستيلا «، نصر باريكا»، «حصارقاينجا»، «الحرية»

## ما ذكر عنه
على رضا أفندى أبي الفعلي جسداً، ونامق كمال أبو المشاعر والأحاسيس، أما الأب الروحى والفكرى هو ضيا كوك آلب.